# Dominic Cooper
Dominic Edward Cooper (* 2. června 1978, Greenwich, Londýn, Spojené království) je britský herec.

## Životopis
Narodil se a vyrůstal v Greenwich v Londýně jako syn učitelky v mateřské školce, Julie, a dražebníka Briana Cooperových. Navštěvoval Thomas Tallis School v Blackheath a London Academy of Music and Dramatic Art (LAMDA), kde v roce 2000 absolvoval. Také navštěvoval John Ball Primary school, stejnou školu, na kterou chodil herec Jude Law.

## Osobní život
Byl ve vztahu se svojí kolegyní z Mamma Mia! Amandou Seyfriedovou, ale v květnu 2010 svůj vztah ukončili, protože každý z nich žije v jiné zemi. Seyfriedová to citovala jako pořekadlo 'nikdy nechoďte s nikým, kdo nežije ve stejné zemi jako vy'. Jeho dobrým přítelem je jeho bývalý kolega z filmu Šprti, James Corden. Cooper chvíli bydlel s Cordenem, až do té chvíle, co se Corden rozhodl si založit se svou přítelkyní rodinu.

## Ocenění
V roce 2006 byl nominován na cenu Drama Desk Award za svoji práci na broadwayské produkci filmu Šprti.
Ve stejném roce byl nominován na British Independent Film Awards v kategorii Nejslibnější nováček a též nominován na British Film Critics Circle v kategorii Britský herec ve vedlejší roli za roli ve filmu Šprti (The History Boys).

## Filmografie

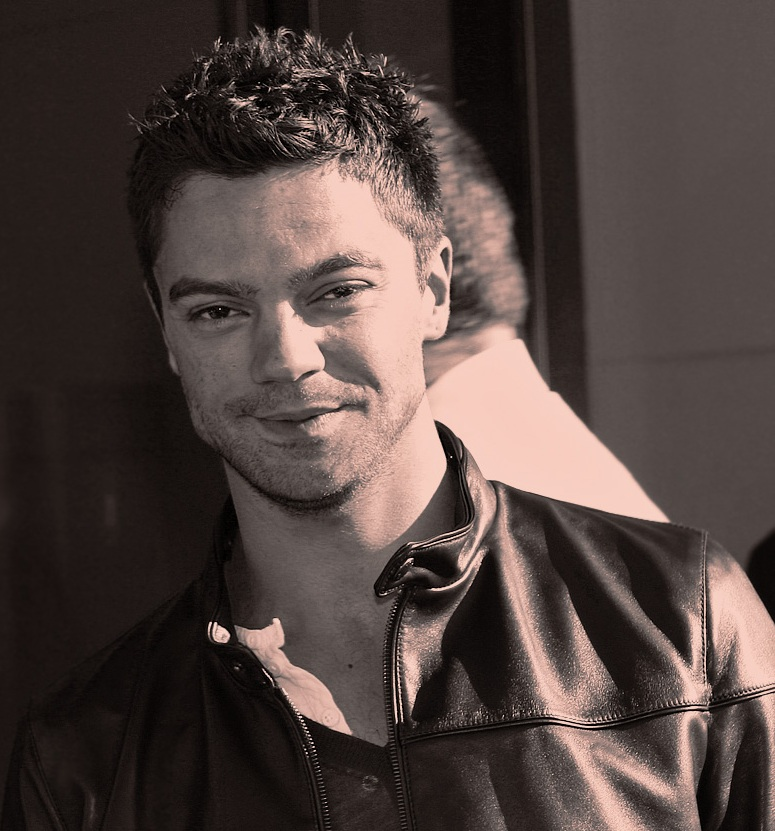
Cooper v roce 2008 na filmovém festivalu v Torontu

### Divadlo
| Rok        | Název hry                       | Divadlo                                    | Role        |
| ---------- | ------------------------------- | ------------------------------------------ | ----------- |
| 2001       | Mother Clap's Molly House       | Lyttelton Theatre, Royal National Theatre  | Thomas/Josh |
| 2002       | Caryl Churchill Events          | Royal Court Theatre                        |             |
| 2002       | A Midsummer Night's Dream       | Royal Shakespeare Company                  | Puck        |
| 2003- 2004 | His Dark Materials Parts I & II | Olivier Theatre, Royal National Theatre    | Will        |
| 2003       | Call To Prayer                  | Operating Theatre Company                  |             |
| 2004       | The History Boys (Šprti)        | Royal National Theatre                     | Dakin       |
| 2006       | The History Boys                | Broadhurst Theatre                         | Dakin       |
| 2006       | The History Boys                | Sydney Theatre                             | Dakin       |
| 2006       | The History Boys                | St James, Wellington                       | Dakin       |
| 2006       | The History Boys                | Lyric Theatre, Hongkong                    | Dakin       |
| 2009       | Phédre                          | Royal National Theatre                     | Hippolytus  |
| 2009       | Phédre                          | Shakespeare Theatre Company, Washington DC | Hippolytus  |

### Filmy
| Rok  | Název filmu                              | Role                        |
| ---- | ---------------------------------------- | --------------------------- |
| 2001 | Z pekla                                  | Constable #3                |
| 2001 | Anazapta                                 | Clerk                       |
| 2002 | The Gentleman Thief                      | PC Merrifield               |
| 2002 | The Final Curtain                        | mladý kněž                  |
| 2003 | Královna bojovnice                       |                             |
| 2003 | Jsem s tebou                             | přítel                      |
| 2005 | Snídaně na Plutu                         | tanečník na diskotéce       |
| 2006 | Zahřívací kolo                           | Spencer                     |
| 2006 | Šprti                                    | Dakin                       |
| 2008 | Vévodkyně                                | Grey                        |
| 2008 | Mamma Mia!                               | Sky                         |
| 2008 | The Escapist                             | Lacey                       |
| 2009 | Něco na těch mužích je                   | Daniel/objekt #46           |
| 2009 | Škola života                             | Danny                       |
| 2010 | Tamara Drewe                             | Ben                         |
| 2011 | Sammyho dobrodružství                    | Sammy                       |
| 2011 | Captain America: První Avenger           | Howard Stark                |
| 2011 | Hello Carter                             | Mark Cooper                 |
| 2011 | Ďáblův dvojník                           | Latif Yahia/Uday Hussein    |
| 2011 | Můj týden s Marilyn                      | Milton Greene               |
| 2012 | Abraham Lincoln: Lovec upírů             | Henry Sturges               |
| 2013 | Léto v únoru                             | AJ Munnings                 |
| 2013 | Marvel One-Shot: Agent Carter            | Howard Stark                |
| 2013 | Pomsta mrtvého muže                      | Darcy                       |
| 2014 | Captain America: Návrat prvního Avengera | Howard Stark                |
| 2014 | Drákula: Neznámá legenda                 | Mehmed II.                  |
| 2014 | Reasonable Doubt                         | Mitch Brockden              |
| 2014 | Need for Speed                           | Dino Brewster               |
| 2015 | Dáma v dodávce                           | divadelní herec             |
| 2015 | Už teď mi chybíš                         | Kit                         |
| 2016 | Warcraft: První střet                    | LIane Wrynn (Král Alliance) |
| 2017 | The Escape                               | TBA                         |
| 2017 | John Stratton: V první linii             | John Stratton               |
| 2018 | Mamma Mia! Here We Go Again              | Sky                         |
| 2019 | Avengers: Endgame                        | Howard Stark                |

### Televize
| Rok       | Název pořadu                                       | Role           |
| --------- | -------------------------------------------------- | -------------- |
| 2001      | The Infinite Worlds of H.G. Wells: Davidson's Eyes | Sidney Davids  |
| 2003      | Perlivý kyanid (adaptace knihy od Agathy Christie) | Andy Hoffman   |
| 2004      | Down to Earth                                      | Danny Wood     |
| 2008      | Rozum a cit                                        | pan Willoughby |
| 2008      | Never Mind The Buzzcocks                           | sám sebe       |
| 2008      | God on Trial                                       | Moche          |
| 2009      | Friday Night with Jonathan Ross                    | sám sebe       |
| 2009      | Freefall                                           | Dave           |
| 2010      | Chris Moyles' Quiz Night                           | sám sebe       |
| 2014      | Fleming: The Man Who Would Be Bond                 | Ian Fleming    |
| 2015–2016 | Agent Carter                                       | Howard Stark   |
| 2016–2019 | Preacher                                           | Jesse Custer   |

### Rádio
| Rok  | Název pořadu                       | Role   |
| ---- | ---------------------------------- | ------ |
| 2005 | The All-Colour Vegetarian Cookbook | Damien |
| 2006 | The History Boys                   | Dakin  |